# Mozaikszó
A mozaikszó a szóalkotásmódok egyik formája, amely magában foglalja a betűszókat (amelyek az eredeti kifejezés egyes szavainak kezdőbetűiből állnak), a szóösszevonásokat (amelyek az eredeti kifejezés nagyobb egységeit tartalmazzák), valamint az egyéb mozaikszókat (amelyek teljes szavakat megőriznek).
A mozaikszók abban különböznek a rövidítésektől, hogy a beszélt nyelvben is léteznek, és önálló szóként viselkednek.

## Terminológia
A fenti terminológia mellett létezik olyan felosztás is, ahol a felső kategóriát a szóösszevonások (blend) alkotják, és ezek közé sorolják a mozaikszókat (acronym) és a szóalakvegyüléseket (portmanteau).
A magyar helyesírás szabályai a Magyar grammatika említett felosztását tükrözi. Ugyanakkor egyes szótárak, így az Idegen szavak és kifejezések szótára, a mozaikszót az akronima kifejezéssel azonosítják.

## A mozaikszók típusai

### A betűszók

#### A tulajdonnévi betűszók
A magyar és az idegen betűszóknak minden betűjét (a többjegyűeknek minden jegyét) nagybetűvel írjuk, mivel legtöbbször nagybetűvel kezdett szavakat képviselnek: ELTE (= Eötvös Loránd Tudományegyetem), UNESCO (= United Nations Educational, Scientific and Cultural Organization).

#### A közszói betűszók
Ezek csupa kisbetűből állnak, mivel kis kezdőbetűs szavakat helyettesítenek: tbc (= tuberkulózis), tmk (= tervszerű megelőző karbantartás), tv (televízió).
A szaktudományok körében a többelemű közszói alakulatokat is csupa nagybetűkkel írt betűszókkal szokás helyettesíteni: DNS (= dezoxiribonukleinsav), EKG (= elektrokardiogram), PVC (= poli(vinil-klorid)), URH (= ultrarövidhullám).
Nem helytelenek az ilyen köznyelvi, nagybetűkkel írt betűszók sem: OTTKT (= országos távlati tudományos kutatási terv), TDK (= tudományos diákkör vagy Tudományos Diákköri Konferencia). A közszói betűszót alkotó betűk nevét néhány esetben már teljesen kiírjuk: pévécé, tébécé, tévé.

### A szóösszevonások
Azok a mozaikszók tartoznak ide, amelyek rövid (vagy rövidített) szavakból, kisebb-nagyobb szórészletekből, esetleg részben kezdőbetűkből alakultak ki.
- A tulajdonnévi (főként többelemű intézményneveket helyettesítő) magyar és idegen szóösszevonásoknak az első betűjét általában nagy-, a többi betűjét kisbetűvel írjuk: Ofotért (= Optikai, Finommechanikai és Fotocikkeket Értékesítő Vállalat), Alitalia (= ala: magyarul szárny és Italia: magyarul Olaszország).

Reklámcélokból a nagybetűs írásmód is szokásos: OFOTÉRT, ALITALIA.
- A közszói szóösszevonásokat (és az idegenből átvett ilyen alakulatokat) csupa kisbetűvel írjuk, tehát úgy, ahogyan a közszavakat: gyes (= gyermekgondozási segély), radar (= radio detection and ranging), telex (= teletype exchange), trafó (= transzformátor).

### Az egyéb mozaikszók
Ebbe a csoportba olyan intézménynevek tartoznak, amelyek az egész kifejezés értelmét tömörítve adják vissza a főbb tagjaik (jellemzően a telephely és a termék- vagy tevékenységnév) rövid alkalmazásával, pl. Ceglédtej, Albavolán, Budataxi, Kiskungáz, ily módon határesetet alkotnak a szóösszetételekkel.
Egyéb mozaikszóknak nevezzük a mozaikszók azon harmadik, legfiatalabb csoportját, amelyek a teljes névből a tájékoztatás céljával egész (főként termék- vagy tevékenységjelölő, illetve a telephelyet megnevező) szavakat őriznek meg. Ilyen intézménynév volt például a Mátrafém (Mátra Vidéki Fémművek Tömegcikk Gyáregysége).

#### Írásmódjuk
Az egyéb mozaikszók csoportjába tartozó szavak írásmódja megegyezik a szóösszevonásokéval: tulajdonnévi voltuk miatt kezdőbetűjük nagy, a többi kicsi. Reklámcélokból a csupa nagybetűs írásmód is elfogadható.
A toldalékok közvetlenül, kötőjel nélkül kapcsolódnak ezekhez a szerkezetekhez: Budataxival, Hajdútejet, Kiskungázhoz. A melléknévképzők itt is kifejtik betűkicsinyítő hatásukat: albavolánbeli, budagázos.
Szóösszetételekben az összetételi utótagokat kötőjellel kapcsoljuk a tulajdonnévi előtaghoz: Zalatej-árukínálat, Budataxi-tarifa.

## A mozaikszók írásmódja a magyar nyelvben
A mozaikszók után, illetve elemei közé nem teszünk pontot.

### Betűszók
A kötőszók és névelők mindig kimaradnak a betűszóból: MKHB = „Magyar Kereskedelmi és Hitelbank” („MKÉHB” helyett). Néha, a jó hangzás (kiejthetőség) kedvéért vagy más betűszavaktól való megkülönböztetés céljából egyéb betűket is kihagyunk, például összetett szavak utótagjainak kezdőbetűit kihagyhatjuk, különösen ha az melléknév: RAB = „Rendszerleíró adatbázis” (a „RLAB” helyett). A közszói betűszók (amelyek közneveket jelölnek) állhatnak csupa kisbetűből, de a csupa nagybetűs írásmód sem helytelen; a szaktudományok esetében általában a csupa nagybetűs írásmód az elterjedt. A tulajdonnévi betűszóknak minden betűjét nagybetűvel írjuk (mivel általában eleve nagybetűs szavakból állnak össze). Előfordul, hogy a kétjegyű mássalhangzók második betűjét kis betűvel írják (MSz = „Magyar Szabvány”, az MSZ helyett), ez azonban helytelen. A betűszók előtti névelő a szó kiejtett változatához igazodik (amely lehet betűnkénti, vagy betű szerinti kiejtés). Ugyanígy a kiejtett változathoz igazítjuk a toldalékhasználatot is. Az utótagokat kötőjellel kötjük a betűszókhoz. Néhány közszói betűszót már kiejtés szerint, teljesen kiírunk, például: pévécé, tébécé, tévé.